# Cung Ngao
Cung Ngao (tiếng Trung: 共敖; bính âm: Gòng Áo; ? – 204 TCN) là vua chư hầu thời Hán Sở trong lịch sử Trung Quốc.

## Cuộc đời
Cung Ngao quê ở quận Nam. Cuối thời Tần, Cung Ngao nổi dậy ở quê nhà, chiếm quận, thu phục thủ lĩnh đạo tặc Hoàng Cực Trung làm tướng, được Sở vương Hùng Tâm phong làm Trụ quốc.
Năm 206 TCN, Lỗ công Hạng Tịch chiếm lĩnh Quan Trung, phân phong chư hầu, xét Cung Ngao có công đánh chiếm quận Nam, phong Ngao làm Lâm Giang vương, đóng đô ở Giang Lăng, thống trị quận Nam. Không lâu sau, Hạng Tịch bí mật ra lệnh cho Cung Ngao cùng Hành Sơn vương Ngô Nhuế, Cửu Giang vương Anh Bố ám sát Sở Nghĩa đế Hùng Tâm ở Sâm.
Khi Hán Sở giao tranh, Cung Ngao dù trung thành với Hạng Tịch, nhưng lại không ghi lại việc quân Lâm Giang tham chiến.
Năm 204 TCN, Cung Ngao chết bệnh. Con trai Cung Úy nối ngôi.